# Aquaman: Lost Kingdom
Aquaman: Lost Kingdom ist eine US-amerikanische Comicverfilmung über die Figur Aquaman des Verlages DC Comics, die am 20. Dezember 2023 erschienen ist. Der Film ist die Fortsetzung von Aquaman aus dem Jahr 2018. Es ist der 15. und letzte Film des DC Extended Universe, das 2024 durch das DC Universe ersetzt wurde. 

## Handlung
Einige Jahre nachdem er König von Atlantis geworden war, heiratete Arthur Curry Mera und bekam einen Sohn, Arthur Jr., während er sein Leben zwischen Land und Meer aufteilte. Unterdessen sucht David Kane weiterhin nach Rache an Arthur für den Tod seines Vaters und arbeitet mit dem Meeresbiologen Stephen Shin zusammen, um atlantische Artefakte zu finden. Er findet einen schwarzen Dreizack, der von ihm Besitz ergreift und dessen Schöpfer ihm verspricht, ihm die Macht zu verleihen, Arthur zu vernichten.
Fünf Monate später greift David Atlantis an und bricht in dessen Orichalcum-Reserven ein, um Shins atlantische Maschinen anzutreiben. Arthur erfährt, dass diese Verwendung von Orichalcum, das große Mengen an Treibhausgasen ausstößt, nicht nur die Temperaturen auf dem Planeten erhöht und zu extremem Wetter und einer Versauerung der Ozeane geführt hat, sondern bei Verwendung durch ein altes atlantisches Königreich auch beinahe zum Aussterben des Planeten geführt hätte. Um herauszufinden, wo David sich versteckt, befreit Arthur seinen Halbbruder Orm aus dem Gefängnis. Die beiden treffen sich mit dem Verbrecherboss Kingfish, der Informationen liefert, die zu einer Vulkaninsel im Südpazifik führen.
Auf der Insel stoßen Arthur und Orm auf den schwarzen Dreizack, von dem Orm erfährt, dass er von Kordax erschaffen wurde, dem Bruder von König Atlan und Herrscher des verlorenen Königreichs Necrus, der nach einem gescheiterten Versuch, den Thron an sich zu reißen, mit Blutmagie eingesperrt wurde. Als ihnen klar wird, dass das Blut von Atlans Nachkommen Kordax befreien könnte, machen sich die beiden auf den Weg nach Amnesty Bay, wo sie erfahren, dass David Arthur Jr. entführt hat. Die Atlanter kommen mit der widerstrebenden Hilfe von Shin zu dem Ergebnis, dass Necrus‘ Gefängnis in der Antarktis liegt.
In Necrus kämpft Arthur gegen David, um zu verhindern, dass er Arthur Jr. verletzt, und David tötet Arthur fast, bevor Mera eintrifft und ihren Ehemann rettet. Daraufhin wirft David den schwarzen Dreizack auf Mera, als sie mit ihrem Sohn davonkommt, aber Orm ergreift den Dreizack, bevor er sie trifft. Der Geist von Kordax verlässt David und geht zu Orm, der fortfährt, gegen Arthur zu kämpfen und dessen Blut dazu verwendet, das Eis aufzutauen und Kordax zu befreien. Nachdem sein Halbbruder wieder von Kordax' Geist befreit ist, wirft Arthur den schwarzen Dreizack auf Kordax, der ihn aber in der Luft fängt, bevor er seinen eigenen Dreizack wirft, um den schwarzen Dreizack zu zerstören und Kordax tödlich aufzuspießen. Als Kordax‘ Magie verschwindet, beginnt die Stadt Necrus zusammenzubrechen, und als David über einem Abgrund hängt, lehnt er Arthurs Hilfe ab und stürzt sich in den Tod die Klippe hinunter. Die Atlanter und Shin fliehen in Sicherheit, und Arthur und Mera beschließen, Orm gehen zu lassen und dem Rest von Atlantis zu erzählen, dass er gestorben ist, unter der Bedingung, dass er verborgen bleibt. Da er glaubt, dass die Vereinigung von Land und Meer notwendig ist, enthüllt Arthur die Existenz von Atlantis durch eine Ankündigung bei den Vereinten Nationen und erklärt seine Absicht, das Königreich zu einem Mitgliedsstaat zu machen.

## Produktion

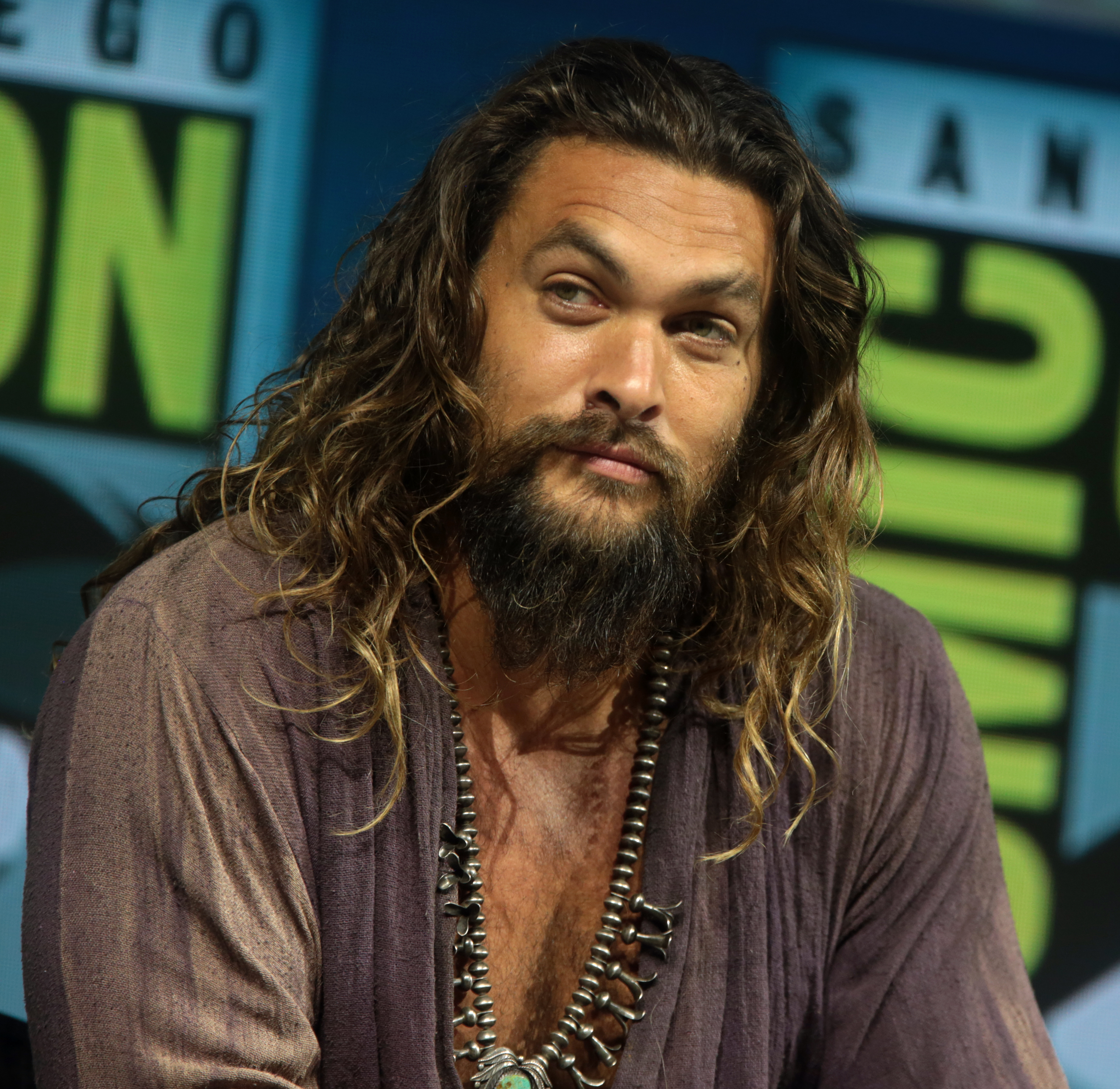
Jason Momoa auf der Comic-Con 2018

Im Januar 2019 wurde bekannt, dass eine Fortsetzung zu Aquaman in Planung sei. Ein Jahr später im Januar 2020 hieß es, dass der Film im Dezember 2022 in die Kinos kommen solle und aus der Besetzung des ersten Teils die Hauptdarsteller Jason Momoa, Amber Heard, Patrick Wilson und Yahya Abdul-Mateen II erneut ihre Rollen als Arthur Curry alias Aquaman, Mera, Orm und Black Manta aufgreifen werden. Für die Regie und das Drehbuch wurden, wie beim ersten Teil, James Wan respektive David Leslie Johnson bestätigt. Als erster Neuzugang wurde Pilou Asbæk verpflichtet.
Im Frühjahr 2020 erschienen Meldungen, wonach Amber Heard ihre Rolle möglicherweise aus juristischen Gründen (angebliches Fälschen von Beweisen im Rahmen der Auseinandersetzung mit Johnny Depp) aufgeben müsse. Zum Jahresende 2020 hatte eine Petition, die ihren Ausstieg aus dem Film forderte, 1,6 Millionen Unterzeichner. Im Februar 2021 kamen unter Berufung auf Forbes Gerüchte auf, dass Emilia Clarke die Rolle der Mera übernehme. Im Mai 2022 wurde während des laufenden Verleumdungsprozesses von Depp gegen Heard bekannt, dass das produzierende Filmstudio Warner Bros. die Rolle der Mera in Aquaman: Lost Kingdom stark gekürzt habe. So soll die Screentime von Heard im fertigen Kinofilm nicht einmal zehn Minuten betragen. Anfang Juni 2022, nachdem Heard den Prozess gegen Depp schließlich verloren hatte, bekam die 2020 gestartete Petition mit dem Ziel, die Schauspielerin aus dem Film gänzlich zu entfernen, noch einmal deutlichen Aufwind. Zu diesem Zeitpunkt sollen bereits fast 4,5 Mio. Personen unterzeichnet haben.
Die Vorproduktion hätte eigentlich Anfang 2020 starten sollen, allerdings führte die COVID-19-Pandemie zu einem zwischenzeitlichen Stopp. Im März 2021 hieß es, dass die Produktion „bald“ starten solle. Mitte Juni 2021 wurde mit „Aquaman and the Lost Kingdom“ der Originaltitel des Films verkündet. Kurze Zeit später, am 28. Juni 2021, begannen schließlich die Dreharbeiten in London.

## Synchronisation
Die deutschsprachige Synchronisation entstand bei Interopa Film in Berlin nach einem Dialogbuch von Klaus Bickert und unter der Dialogregie von Stefan Fredrich.
| Rolle                    | Schauspieler          | Synchronsprecher |
| ------------------------ | --------------------- | ---------------- |
| Arthur Curry / Aquaman   | Jason Momoa           | Matti Klemm      |
| Orm Marius               | Patrick Wilson        | Johannes Berenz  |
| Mera                     | Amber Heard           | Julia Kaufmann   |
| David Kane / Black Manta | Yahya Abdul-Mateen II | Johann Fohl      |
| Königin Atlanna          | Nicole Kidman         | Petra Barthel    |
| Dr. Stephen Shin         | Randall Park          | Tobias Nath      |
| König Nereus             | Dolph Lundgren        | Manfred Lehmann  |
| Thomas Curry             | Temuera Morrison      | Hans Bayer       |
| Kordax                   | Pilou Asbæk           | Sascha Rotermund |
| Kingfish (Stimme)        | Martin Short          | Stefan Fredrich  |
| König Atlan              | Vincent Regan         | Axel Lutter      |
| Karshon                  | Indya Moore           | Rubina Nath      |

## Veröffentlichung
Der Film sollte ursprünglich am 16. Dezember 2022 in die US-amerikanischen Kinos kommen. Später wurde der Starttermin zunächst auf den 17. März und im Anschluss auf den 20. Dezember 2023 verschoben.
Am 11. September 2023 wurde ein erster Teaser veröffentlicht. Am 14. September folgte der erste Trailer.

## Rezeption
Matt Zoller Seitz von rogerebert.com vergab drei von vier Sternen und schrieb: "Momoa ist der beste Grund, sich den Film anzusehen. Er ist so alpha-cool, ja sogar etwas großspurig, wie ein „Maverick“-Actionstar nur sein kann, und lässt einen gleichzeitig glauben, dass seine Figur im Grunde anständig ist, weiß, wann er zu weit gegangen ist, und sich dann aufrichtig dafür schuldig fühlt. Und er hat Bandbreite. In der einen Minute liefert Momoa fast schon seinen eigenen schlagfertigen Live-Kommentar zu dem Film, in dem er mitspielt, und in der nächsten vergießt er bittere Tränen oder schreit vor Qual oder rachsüchtiger Wut über eine niederträchtige Tat eines Bösewichts, als würde er in einem Stummfilm-Melodram mit Zwischentiteln auftreten." Außerdem lobte er die Dynamik von Jason Mamoas Arthur und Patrick Wilsons Orm.
Matthew Jackson von A.V. Club gab dem Film die Note B (gut) und genoss die Darstellung der Beziehung zwischen Orm und Arthur, wobei er diese „Formel … absolutes Gold, sowohl auf der Ebene von Actionszenen als auch auf der Charakterebene“ nannte. Jackson meinte, dass die Handlung zu viel enthalte und ihm die Plotführung nicht gefalle. Dennoch empfand er den Film als fähig, eine zusammenhängende Geschichte zu erzählen, und genoss sein Gesamterlebnis: "Und vor allem macht Aquaman: Lost Kingdom Spaß. Der Film verweilt nicht bei seinem Status als Finale einer bestimmten Comicfilm-Ära, noch grübelt er über die Möglichkeit, dass wir Momoa als Arthur Curry nie wiedersehen werden. Stattdessen ist dies ein Film, der einen großen Schlag nach dem anderen austeilt und uns mit Spektakel, Wärme und dem Gefühl zurücklässt, dass sich das Warten wahrscheinlich gelohnt hat."
Bob Strauss vom San Francisco Chronicle hielt den Film für einen ordentlichen Abschluss des DCEU und fügte hinzu, dass Geschichte und Laufzeit prägnant und effizient gewesen seien. Er mochte vor allem das Design und die visuellen Effekte des Films, fand ihn aber ähnlich wie Zack Snyders zu der Zeit veröffentlichten Film Rebel Moon (2023). Die schauspielerische Leistung empfand er als wirkungsvoll darin, das Gefühl des Unterwasser-Seins zu vermitteln. Er lobte auch die Beziehung zwischen Arthur und Orm, jedoch nicht die Art der Exposition.
Clarisse Loughrey vom The Independent bezeichnete den Film als einen „Eintrag in die Galerie der hirnlosen Franchise-Filme“ und vermutete, dass Wan möglicherweise Elemente aus seinem geplanten Projekt The Trench in den Film eingebaut habe. Sie war überrascht, dass das Thema des Films der Klimawandel sei, und empfand Meras Rolle als „faux-feministisch“ und erzählerisch konstruiert, wobei sie auch auf Amber Heards rechtliche Kontroversen hinwies. Außerdem bezeichnete sie die inszenierten Höhepunkte als „abgeklatscht“ und meinte, der Humor habe die emotionalen Momente des Films negativ beeinträchtigt.